# Галин, Салават Ахмадиевич
Салават Ахмадиевич Галин (баш. Салауат Әхмәҙей улы Галин; 3 марта 1934, Гадельбаево, Башкирская АССР — 29 марта 2010, Уфа) — фольклорист, педагог-методист. Доктор филологических наук (1995), профессор (1995), член Академии гуманитарных наук РФ (1998). Заслуженный деятель науки Башкирской АССР (1980), Отличник народного просвещения РСФСР (1980). Член Союза писателей с 1975 года.

## Биография
Галин Салават Ахмадиевич родился 3 марта 1934 года в деревне Верхне-Гадельбаево Баймакского района Башкирской АССР. Окончил семилетнюю школу в родной деревне.
В 1948 году поступил в Темясовское педагогическое училище, а после его окончания начинает работать учителем в Тавлыкаевской семилетней школе.
В 1958 году окончил Стерлитамакский педагогический институт.
В 1959—1970 гг. принимал участие и был руководителем (с 1964 года) в ежегодных фольклорно-этнографических экспедициях по Башкортостану, Курганской, Оренбургская область, Пермской, Самарской, Саратовской, Свердловской и Челябинской областям.
С 1962 года является сотрудником Института истории, языка и литературы Башкирского филиала АН СССР.
С 1970 года — заведующий кафедрой башкирской филологии в Стерлитамакском педагогическом институте.
В 1977—1983 гг. являлся проректором по научной работе Стерлитамакского педагогического института.
С 1987 года — заведующий кафедрой башкирского языка и литературы, а с 1988 года — заведующий кафедрой родных языков и литератур Башкирского института повышения квалификации работников образования.
В 2004—2010 гг. являлся заведующим кафедры мировой и национальной культуры Башкирского института развития образования.

## Научная деятельность
Галин Салават Ахмадиевич является автором около 400 научных, научно-методических публикаций, в том числе более 20 книг, монографий, учебников по культуре Башкортостана для общеобразовательных школ, учебных пособий и программ по башкирскому фольклору для вузов и др.
В книгах «Йылдар һәм йырҙар» (1967; «Годы и песни») и «Башҡорт халҡының йыр поэзияһы» (1977; «Песенная поэзия башкирского народа») дана характеристика и классификация башкирских народных песен. А в книге «Башкирский народный эпос» (2004) рассматривается эволюция башкирского эпоса.
Был одним из авторов-составителей, ответственным редактором и членом редакционной коллегии многотомного свода «Башкирское народное творчество» («Башҡорт халыҡ ижады»). Изучал историю башкирской фольклористики, занимался исследованием фольклорных жанров и памятников башкирской словесности.
Салават Ахмадиевич является автором таких фундаментальных исследований, как «Народный мудрости источник», «История и народная поэзия», «Устно-поэтическое творчество башкирского народа», а его электронный учебник «Культура Башкортостана» (2004) размещен на сайте ЮНЕСКО ООН в Париже.

## Труды
- Заман һәм фольклор. Өфө, 1972.
- Тарих һәм халыҡ поэзияһы. Өфө, 1996.
- Тел асҡысы халыҡта: башҡорт фольклорының аңлатмалы һүҙлеге. Өфө, 1999.
- Башҡорт халҡының ауыҙ‑тел ижады. 2‑се баҫ., үҙгәрешле. Өфө, 2009.

## Награды и звания
- Заслуженный деятель науки Башкирской АССР (1980).
- Отличник народного просвещения РСФСР (1980).
- Лауреат премии Правительства Российской Федерации в области образования (2001).
- Лауреат премии имени Г. Саляма (1968).